# كين (ملحن)
كين (باليابانية: ken) هو عازف قيثارة ومغن مؤلف ومغني وملحن ياباني، ولد في 28 نوفمبر 1968 في مايبارا في اليابان.

## وصلات خارجية
- الموقع الرسمي
- كين على موقع IMDb (الإنجليزية)
- كين على موقع ميوزك برينز (الإنجليزية)
- كين على موقع ديسكوغز (الإنجليزية)
- كين على موقع قاعدة بيانات الفيلم (الإنجليزية)